# Luisa Cuesta
Maria Luisa Cuesta Vila (26. května 1920 Soriano – 21. listopadu 2018 Montevideo) byla uruguayská lidskoprávní aktivistka. Zasvětila svůj život hledání lidí, kteří zmizeli poté co byli zatčeni během vlády vojenské diktatury. Výjimka Nebio Melo Cuesta byla v té době armádou ztracena a ona se teprve musí najít.

## Život
Narodila se v Soriano, kde pracovala v plechovně a lakovně až do června 1973, kdy byla zatčena. Byla uvězněna sedm měsíců od 28. června 1973 do 31. ledna 1974. Její syn Nebio Melo Cuesta musel odejít s manželkou a dcerou do vyhnanství v Argentině. V roce 1976 byl Nebio v Buenos Aires zatčen a později zmizel. Cuesta V roce 1977 emigrovala se zbytkem své rodiny do Nizozemska. Do země se vrátila v roce 1985 poté, co skončil vojenský režim a proběhly nové demokratické volby. Ihned po návratu do země se podílela na vzniku asociace sdružující matky a rodinné příslušníky zmizelých zadržených. Jednou z aktivit asociace jsou tzv. Tiché pochody, při kterých jsou neseny portréty zmizelých. Cuesta se účastnila pochodů každý rok od roku 1985 až do roku 2014. V roce 2015 se nemohla účastnit, když byla hospitalizována s cévní příhodou.

## Ocenění
- 30. srpna 2013 jí Universita republiky udělila čestný doktorát za její přínos pro utváření hodnot a ochranu lidských práv.
- 7. března 2014 v rámci Mezinárodního dne žen vydala uruguayská pošta známku s podobiznou Louisy Cuesty.[2]
- 20. dubna 2015 se město Montevideo svým usnesením č. 1694/15 rozhodlo nainstalovat pamětní desku na počest Louisy Cuesty na budově Komunitního centra obce, které se nachází v bývalé klinice v Casavalle.